# Bodiosa
Bodiosa es una freguesia portuguesa del concelho de Viseu, con 25,60 km² de superficie y 3.110 habitantes (2001). Su densidad de población es de 121.5 hab/km².